# 2. Sinfonie (Ives)
Die 2. Sinfonie JS2 des Komponisten Charles Ives (1874–1954) entstand zwischen 1897 und 1902 und hatte ihre Uraufführung 1951 in New York City. Das Werk ist fünfsätzig und zeigt überwiegend spätromantische Merkmale.

## Entstehung und Uraufführung
Charles Ives begann mit der Arbeit an seiner 2. Sinfonie im Jahr 1897, wobei es sein Hauptvorhaben war, traditionelle europäische und amerikanische Musik in einem Stück zu vereinen. Da er hauptberuflich ab 1899 als Unternehmer sein Geld verdiente, komponierte er nur noch in seiner Freizeit und vollendete das Werk 1902. Fünf Jahre später nahm er das Schaffen an dem Stück wieder auf und überarbeitete es, bevor er 1909 die Reinschrift anfertigen ließ.
Die Uraufführung fand erst am 22. Februar 1951 in der Carnegie Hall in New York City mit den New Yorker Philharmonikern unter Leonard Bernstein statt. Trotz vieler Unklarheiten und Fehler an der Partitur war sie ein großer Erfolg, auch wenn Ives selbst der Veranstaltung nicht beiwohnte. Er hörte sich wegen seines hohen Alters die Radioübertragung bei seinen Nachbarn an.
Um die Jahrtausendwende versuchte sich Jonathan Elkus, Dozent an der University of California, aufgrund der vielen Partiturfehler an einer Rekonstruktion des Stückes.

## Besetzung und Aufbau
Das Stück ist besetzt mit Piccoloflöte, 2 Flöten, 2 Klarinetten, 2 Oboen, 2 Fagotten, Kontrafagott, 4 Hörnern, 2 Trompeten, 3 Posaunen, Tuba, Pauken, Triangel, kleiner Trommel, großer Trommel und Streichern.
Die Satzfolge, mit einer Gesamtspieldauer von rund 40 Minuten, ist:
1. Andante moderato
2. Allegro
3. Adagio cantabile
4. Lento (maestoso)
5. Allegro molto vivace

Die fünf Sätze der Sinfonie stehen thematisch nicht alle für sich. So wird das einleitende Streicherthema des ersten Satzes im vierten Satz leicht variiert wiederverwendet. Die jeweilig folgenden Sätze (zwei und fünf) haben einen ähnlichen marschartigen Charakter. Es sind verschiedene musikalische Zitate vorhanden, u. a. auf Ludwig van Beethoven, und es treten neben romantischen Melodien wiederkehrende Ragtime-Elemente auf. Das Finale endet, in Kontrast zum Rest des Stückes, mit einer lautstarken Dissonanz.